# 연태조
연태조(淵太祚, ?~631년 이전)는 고구려의 귀족이자 정치인으로 동부욕살과 막리지를 역임했다. 연자유의 아들이며 연개소문·연정토 형제의 아버지였다.

## 생애
막리지 연자유의 아들이다. 역시 막리지를 역임하였고, 대대로, 동부 욕살 등을 지냈다. 1923년 중국 뤄양에서 발견된 연남생 묘지명에 의하면 연태조는 막리지(莫離支)를 역임한 것으로 되어 있다. 그가 사망할 당시 장남 연개소문은 15세였다고 한다.

## 가계
- 아버지 : 연자유(淵子遊)
- 어머니 : 미상
  - 부인 : 소씨(蘇氏)
    - 아들 : 연개소문(淵蓋蘇文, (?~665년))
    - 아들 : 연정토(淵淨土)
    - 딸 : 연수영(淵秀英)

## 연태조가 등장하는 작품
- 《삼국기》(KBS 1TV, 1992년~1993년, 배우:함석훈)
- 《연개소문》(SBS, 2006년~2007년, 배우:박인환)

## 같이 보기
- 연개소문
- 연휘만